# Enoplus serratus
Enoplus serratus är en rundmaskart som beskrevs av E. Ditlevsen 1926. Enoplus serratus ingår i släktet Enoplus och familjen Enoplidae. Inga underarter finns listade i Catalogue of Life.